# أنانية أخلاقية (فلسفة)

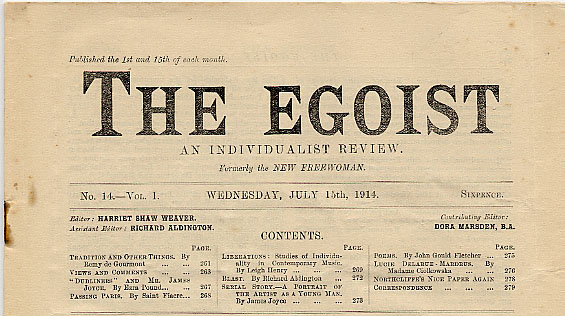

الأنانية الأخلاقية أو الأثرة الاخلاقية (ويقابلها: إيثار اخلاقي) هي الموقف الأخلاقي المعياري الذي ينبغي معه على الممثلين الأخلاقيين فعل ما يحقق مصلحتهم الشخصية. وتختلف الأنانية الأخلاقية عن الأنانية النفسية، التي تشير إلى أن الناس لا يمكنهم التصرف سوى بما يحقق مصلحتهم الشخصية. وتختلف، كذلك، عن الأثرة العقلانية، التي ترى أنه من العقلانية التصرف بما يتفق مع مصلحة المرء الشخصية.
تتناقض الأثرة الأخلاقية مع الإيثار، وهو المبدأ القائل بأن الممثلين الأخلاقيين ملتزمون بمساعدة الآخرين. على الجانب الآخر، يتناقض كلٌ من الأثرة والإيثار مع النفعية الأخلاقية، التي ترى أن الممثل الأخلاقي يجب ألا ينظر لنفسه (المعروفة أيضًا في الفلسفة باسم الكيان) على أنها في مكانة أعلى من الآخرين (كما هو الحال مع الأثرة، عن طريق رفع المصالح الشخصية و«الذات» إلى وضع لا يتمتع به الآخرون)، لكنه لا يجب في الوقت نفسه (كما هو الحال مع الإيثار) أن يضحي بمصالحه الشخصية لتعزيز مصالح الآخرين، طالما أن هذه المصالح الشخصية (أي الرغبات أو الرفاهية الشخصية) تتساوى فعليًا مع مصالح الآخرين ورفاهيتهم. وتُعَد الأثرة والنفعية والإيثار جميعًا صورًا من العواقبية، لكن الأثرة والإيثار متناقضان مع النفعية من حيث أن كلاً منهما من صور العواقبية التي تركز على الممثلين (أي التي تركز على الكيان أو الذاتية). أما النفعية، فتتسم بحيادية الممثل الأخلاقي (أي الموضوعية وعدم الانحياز)، فلا تنظر إلى مصالح الكيان (أي الذات أو الممثل الأخلاقي) الشخصية على أنها أقل أو أكثر أهمية من مصالح الآخرين أو رغباتهم أو رفاهيتهم. بالرغم من ذلك، يمكن اعتبار المفهوم النفعي للمصلحة الذاتية المستنيرة نوعًا من الفلسفة التي ترتكز على الممثل الأخلاقي.
لكن الأثرة لا تدفع الممثلين الأخلاقيين إلى الإضرار بمصالح الآخرين أو رفاهيتهم عند الدراسة الأخلاقية المتأنية. فيمكن، مثلاً، أن تكون المصلحة الذاتية للمرء ضارة أو نافعة في أثرها على الآخرين، أو بلا أثر على الإطلاق. وتسمح الفردية بتجاهل مصالح الآخرين ورفاهيتهم، أو عدم تجاهلها، طالما أن ما يتم اختياره مؤثر في إرضاء المصلحة الذاتية للممثل الأخلاقي. كما لا تقتضي الأثرة الأخلاقية بالضرورة أن المرء يلزم عليه دائمًا - في سعيه لتحقيق المصلحة الذاتية - أن يفعل ما يرغب في فعله؛ على سبيل المثال، قد تؤدي تلبية الرغبات قصيرة المدى إلى الإضرار بالذات على المدى الطويل. وبذلك، يكون للمتعة الزائلة قدر أقل من الأهمية مقارنةً بالسعادة طويلة المدى. ويشير جيمس راتشيلز إلى ذلك بقوله: «تؤيد الأثرة الأخلاقية [...] الأنانية، لكنها لا تؤيد الحمق.»

## التبريرات
في مقاتل بعنوان الأنانية الأخلاقية، يحدد الفيلسوف جيمس راشيلز الحجج الثلاث الأكثر شيوعًا لصالح هذه النظرية:
كتب راشيلز: «تتخذ الحجة الأولى أشكالًا عديدة، ويشير كل منها إلى نفس النقطة العامة»:
- «إن كل واحد منا على دراية تامة برغباته واحتياجاته الفردية. بالإضافة إلى ذلك، إن كل واحد منا له توضع فريد من شأنه مساعدته على متابعة هذه الرغبات والاحتياجات بفعالية. في نفس الوقت، فإننا لسنا على دراية برغبات الآخرين واحتياجاتهم إلا بشكل ناقص، ولسنا قادرين بما يكفي على متابعتها. بالنتيجة، من المنطقي الاعتقاد أنه في حال شرعنا لنكون «حراسًا لأخينا»، غالبًا ما سنتخبط في أداء هذه المهمة وننتهي بارتكاب المزيد من الأذى عوضًا عن النفع».[2]
- يمكن النظر في تقديم الصدقة لشخص ما باعتباره فعلًا مماثلًا لإهانته، إذ يشير هذا ضمنيًا إلى اعتماد هذا الشخص على مبادرات السخاء هذه وعجزه التام عن الاعتناء بنفسه. يعتقد راشيل أن ذلك «يمثل السبب الكامن خلف استياء الأشخاص المتلقين للصدقة عوضًا عن تقديرها».
- ينكر الإيثار، في نهاية المطاف، قيمة الفرد ما يجعله بالتالي مدمرًا للمجتمع ومكوناته الفردية على حد سواء، بالإضافة إلى نظرته إلى الحياة باعتبارها مجرد شيء للتضحية به. وفقًا لاقتباس عن الفيلسوفة آين راند: «في حال قبول المرء أخلاقيات الإيثار، فإن اهتمامه الأول غير متمثل في كيفية عيش حياته بل في كيفية التضحية بها». علاوة على ذلك، «يتمثل المبدأ الأساسي للإيثار في عدم امتلاك الإنسان الحق في الوجود من أجل نفسه، مع اعتبار خدمة الآخرين المبرر الوحيد لوجوده، واعتبار التضحية بالنفس الواجب الأخلاقي، أو الفضيلة أو القيمة الأسمى». تكتب آين راند: «يتمثل الغرض من الأخلاق في تعليمك، وليس في المعاناة والموت، بل في الاستمتاع بالحياة».[4]
- تُعد كل واجباتنا الأخلاقية المقبولة عمومًا، من عدم إلحاق الأذى بالآخرين إلى قول الحقيقة في كل الحالات وصولًا إلى الوفاء بالوعود، متجذرة في مبدأ جوهري واحد من المصلحة الذاتية.
- مع ذلك، من الملحوظ أن فعل الأكل بحد ذاته (على وجه الخصوص مع وجود أشخاص آخرين ممن يتضورون جوعًا في العالم) عبارة عن فعل تمييزي قائم على المصلحة الذاتية. قدّم بعض الأنانيين الأخلاقيين، مثل راند، الذي يعترف بوضوح بقيمة الآخرين (المشروطة) بالنسبة إلى الفرد، ويؤيد بوضوح إظهار التعاطف مع الآخرين، حججًا معاكسة بشكل تام لراشيلز، إذ نظروا إلى الإيثار باعتباره سبب التمييز: «عند النظر في إحساس تناول الكعكة باعتباره قيمة، فلماذا تصبح هذه القيمة بمثابة انغماس غير أخلاقي في معدتك، لكنها تصبح هدف أخلاقي من الواجب عليك تحقيقه في معدة الآخرين؟». يمكن النظر في الإيثار بالتالي باعتباره موقف تعسفي، وفقًا لراند.[5]